# Марія Антонія Баварська
Марія Антонія Вальпургіс Баварська (нім. Maria Antonia Walpurgis Symphorosa, Prinzessin von Bayern; 18 липня 1724, Мюнхен — 23 квітня 1780, Дрезден) — уроджена принцеса Баварська, через шлюб курфюрстіна Саксонська, композиторка, художниця і поетеса, оперна співачка, лібретистка, музикантка (фортепіано, клавесин).

## Життєпис
Народилася у сім'ї баварського курфюрста Карла Альбрехта (який пізніше став імператором Карлом VII) і австрійської ерцгерцогині Марії Амалії. Отримала хороше виховання і освіту, в тому числі в області живопису, поезії і музики. Як старша дочка впливових батьків, була цікава для шлюбу для багатьох європейських князів і мала політичну значимість.
20 червня 1747 року в Дрездені вступила в шлюб з саксонським курпрінцом Фрідріхом Кристіаном, з яким під час Семирічної війни в 1759 році втекла від прусаків у Прагу і Мюнхен. Через десять тижнів після коронації (17 грудня 1763) чоловік помер від віспи. Оскільки старший син, курфюрст Фрідріх Август був ще неповнолітнім, до 1768 року правила як курфюрстіна з дівером, Францем Ксавером.

## Творчість
З дитинства навчалася музиці у Джованні Ферандіні. Після весілля брала уроки композиції й співу в Ніколо Порпори та Йоганна Адольфа Гассе.
Авторка трьох опер, на прем'єрах яких виконала головні партії: «Тріумф вірності» (інтермедії склали Йоганн Адольф Гассе, Граун і Їржі Бенда), «Лавінія і Турно» та «Талестрі — королева амазонок». Також створювала лібретто для опер. Надавала покровительство композитору Крістофу Глюку.

## Родина
Чоловік — Карл VII, курфюрст Баварський, імператор Священної Римської імперії
Діти:
- Фрідріх Август I (1750—1827) — курфюрст Саксонський і пізніше король Саксонії, герцог Варшавський
- Карл Максимілан (1752—1781)
- Йозеф (1754—1763)
- Антон I (1755—1836) — король Саксонії;
- Марія Амалія (1757—1831) — одружена з Карлом II Августом Біркенфельд-Бішвейлерським
- Максиміліан (1759—1838)
- Тереза Марія (1761—1820)